# Belakowec
Belakowec (bułg. Беляковец) – wieś w Bułgarii, w obwodzie Wielkie Tyrnowo, w gminie Wielkie Tyrnowo. W 2024 roku liczyła 817 mieszkańców.